# Andrew Clarke (acteur)
Pour les articles homonymes, voir Clarke.
Cet article possède un paronyme, voir Andrew Clark.
Andrew Clarke est un acteur australien né en 1954 à Adélaïde (Australie).

## Biographie
Après des études au Marlboro College, et avoir été professeur d'éducation physique, il se lance dans la carrière de comédien.
En 1986, Andrew Clarke était considéré comme un potentiel successeur de Roger Moore dans le rôle de James Bond dans Tuer n'est pas jouer (film, 1987), mais Timothy Dalton lui fut préféré.
En 1987, il a incarné le temps d'un téléfilm pilote Simon Templar dans Le Saint à Manhattan, rôle qui devait être tenu initialement par Anthony Andrews , mais la série envisagée ensuite n'a pas vu le jour avec lui. Deux ans plus tard, en 1989, c'est Simon Dutton qui reprenait le rôle. Ce pilote fut produit par la société D.L. Taffner en association avec Tribune, société du producteur Robert S. Baker. Baker était opposé au choix de Clarke qu'il comparait à Tom Selleck.
Andrew Clarke a fait carrière ensuite essentiellement à la télévision, participant en vedette invitée à des séries comme Mission Impossible : Vingt ans après, ou en acteur principal comme dans le remake de Skippy le Kangourou.
Il semble avoir mis un terme à sa carrière en 2015.

## Filmographie

### Télévision
- 1981 : Cop Shop (série télévisée)
- 1981 : Homicide Squad (TV) : Det. Ambrose Alexander
- 1981 : The Sullivans (série télévisée) : Détective King
- 1982 : Prisoner (série télévisée) : Geoff Maynard
- 1982 : Sara Dane (TV) : Arrogant Officer
- 1982 : Taurus Rising (série télévisée) : Mike Brent
- 1983 : Waterloo Station (série télévisée) : Chris Cooper
- 1983 : À cœur ouvert (A Country Practice) (épisode "Just Another Patient") (série télévisée) : Des Ward
- 1983-1984 : Filles et Garçons ("Sons and Daughters") (feuilleton TV) : Terry Hansen
- 1985 : A Thousand Skies (feuilleton TV) : Charles Ulm
- 1985 : Anzacs (mini-série) : Cpl. Martin Barrington
- 1986 : The Fast Lane (épisode : "Holding the Mirror Up to Itself") : Bill
- 1986 : Sword of Honour (feuilleton TV) : Tony Lawrence
- 1987 : CBS Summer Playhouse : The Saint in Manhattan (TV) : Simon Templar
- 1987 : Le Dernier des Mohicans : Le Désir de Liberté (The Last of the Mohicans) (TV) : Voice
- 1988 : Outback Bound (TV) : Bill Wellesley
- 1989 : Rafferty's Rules ( épisode : "The Old Black Magic" ) (série télévisée) : Peter Rudd
- 1989 : E Street (série télévisée) : Dr. Ben Stewart
- 1989 : Mission impossible, 20 ans après  ( Mission: Impossible) (épisode "Cowboy") (" Gunslingher") : Carter
- 1990 : Mission impossible, 20 ans après  ( Mission: Impossible) (épisode "Le Sous-marin") ("Submarine") : Captain O'Neill
- 1990 : Flair (feuilleton TV) : Philip Harmon
- 1990 : Les Amants du Pacifique  (The Private War of Lucinda Smith) (TV) : Lt. Andrews
- 1991 : For the Love of Mike (série télévisée) : Geoffrey Masters
- 1991 : Alana ou le futur imparfait (The Girl from Tomorrow) (feuilleton TV) : James Rooney
- 1992 : Alana ou le futur imparfait (The Girl from Tomorrow) (TV) (téléfilm) : James Rooney
- 1992-1993 : The Adventures of Skippy (série télévisée) : Sonny Hammond
- 1993 : The Girl From Tomorrow Part Two: Tomorrow's End (feuilleton TV) : James Rooney
- 1994-1996 : La Saga des McGregor (Snowy River: The McGregor Saga) : Matt McGregor
- 1995 : Frontline (en) (épisode : "One Big Family") : Ed Forbes
- 1998 : State Coroner (série télévisée) : Colin Docker
- 1999 : Halifax f.p (épisode : "A Murder of Crows") : Gary Preston
- 2000 : SeaChange (épisode : "Hungi Jury") : Dave Drury
- 2001 : Blonde (Mini-série) : Laurence Olivier
- 2003 : Crash Zone (épisode : "Skin Deep") : Keenan Reed
- 2003 : Always Greener (série télévisée) : Derek Unn
- 2003 : Blue Heelers (épisode : "For Better of Worse") : Digby Riggs
- 2004 : Fergus McPhail (épisodes : "Mother of Invention " et "Just Desserts) : Ben Cameron
- 2005 : Les Voisins ("Neighbours") (feuilleton TV) : Alex Kinski
- 2011 : Killing Time (série télévisée) : Geoff Flatman
- 2011 : Wild Boys (série télévisée) : Trooper 2
- 2014 : The Doctor Blake Mysteries (épisode : "The Ties of the Past ") :  Brendan Ross[9]
- 2015 : Glitch (épisode : "Miracle or Punishment ") : Don Sharp
- 2016 : Tom Wills (documentaire) : Horatio Wills

### Cinéma
- 1987 : Les Patterson Saves the World : Neville Thonge
- 2000 : Her Iliad court-métrag de Jesse Warn : Frank
- 2001 : Dalkeith de Leigh Sheehan : Judge Proctor
- 2012 : 6 Plots de Leigh Sheehan : Gary Hart

## Vie privée
Andrew Clarke est marié à Sara Clarke depuis 2002. Le couple a deux enfants.